# Cáucaso Menor
El Cáucaso Menor (en armenio: Լեսսեր Ցաուցասուս; en azerí: Kiçik Qafqaz Daglar; en georgiano: მცირე კავკასიონი, en ruso: Малый Кавказ) es una de las dos cadenas de montañas de la cordillera del Cáucaso de cerca de 600 km de largo.
Las cadena montañosa del Cáucaso Menor se extiende de este a oeste alrededor de un centenar de kilómetros al sur de la cadena del Gran Cáucaso y hasta el límite del altiplano Armenio.
El Cáucaso Menor está unido al Gran Cáucaso por la cadena montañosa de Souram y separado por el país de Cólquida al oeste y el río Kurá al el este.
Su cumbre más elevada es el volcán Aragats, que llega a los 4095 m de altitud. Las fronteras de Georgia, de Armenia y de Azerbaiyán atraviesan la cadena del Cáucaso Menor.
- Datos: Q216593
- Multimedia: Lesser Caucasus / Q216593